# Batimetría

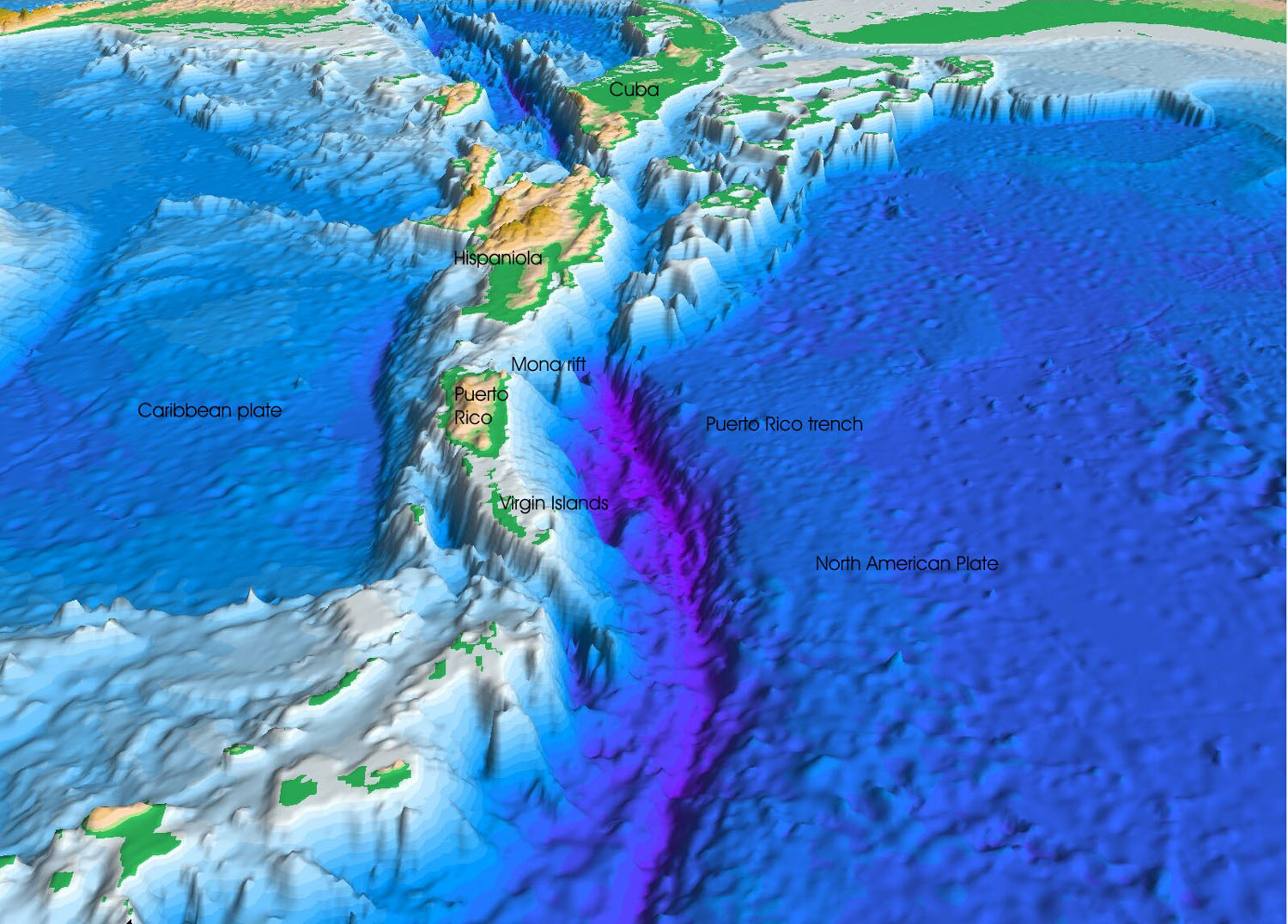
La topografía del fondo marino cerca de la fosa de Puerto Rico.

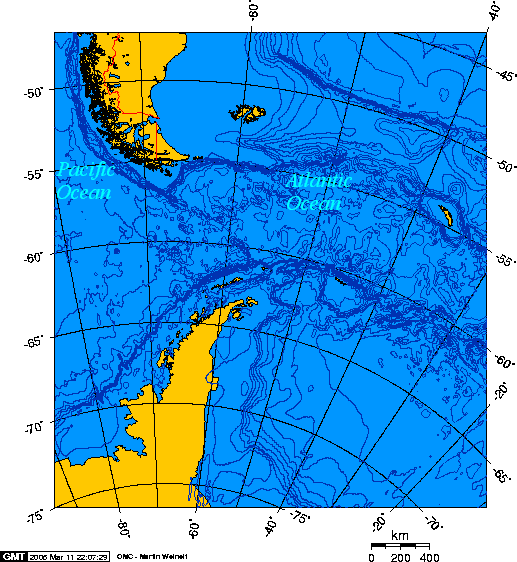
Paso de Drake, especie de discontinuidad batimétrica entre la cordillera de los Andes y las Montañas Transantárticas en la Antártida.

La batimetría es el equivalente submarino de la altimetría. El nombre proviene del griego βαθύς [vazýs] (‘profundo’), y μετρóν [metrón] (‘medida’). En otras palabras, la batimetría es el estudio de las profundidades marinas, de la tercera dimensión de los fondos lacustres o marinos. Un mapa batimétrico (o carta batimétrica) normalmente muestra el relieve del fondo o terreno como isógramas, y puede también dar información adicional de navegación en superficie.
Originalmente, «batimetría» se refería a la medida de la profundidad oceánica. Las primeras técnicas usaban segmentos de longitud conocida de cable o cuerda pesada, descolgadas por el lateral de un barco. La mayor limitación de esta técnica es que mide la profundidad en un solo punto cada vez, por lo que es muy ineficiente. También es muy imprecisa, ya que está sujeta a los movimientos del barco, las mareas, y las corrientes que puedan afectar al cable.
Los datos usados hoy en día para la confección de mapas batimétricos provienen normalmente de un sonar montado bajo la quilla o en el lateral de un buque, lanzando una onda de sonido hacia el fondo marino. La cantidad de tiempo que tarda el sonido en ir a través del agua, rebotar en el fondo y volver, informa al equipo de la profundidad real. Años atrás, se podía calcular la media de cada uno de los impulsos individuales de un sonar para confeccionar un mapa continuo en lugar de una medición de puntos. Hoy día se puede usar un sonar de barrido ancho, consistente en docenas de ondas simultáneas, muy estrechas y adyacentes entre sí, formando un abanico de entre 90 y 180 grados.
El abanico de ondas sonoras formado por los sonares de barrido ancho permite una resolución y precisión muy altas. En general, aunque depende de la profundidad, permite a un buque cubrir mucha más superficie del fondo marino que a base de mediciones individuales. Las ondas se actualizan muchas veces por segundo (normalmente de 1 a 40 Hz, dependiendo de la profundidad), lo que permite al buque hacer pasadas mucho más rápidas, manteniendo una cobertura del fondo del 100 %. Sensores adicionales corrigen la señal dependiendo de la inclinación y el movimiento del buque, y un girocompás proporciona información exacta de la dirección de la nave. Adicionalmente, un sistema GPS (‘sistema de posicionamiento global’) puede especificar de forma exacta la posición del buque. Se emplean también mediciones exactas de la velocidad del sonido en el agua para calcular la refracción de las ondas de sonido al atravesar capas de agua con distinta temperatura, conductividad y presión. Un sistema informático procesa todos los datos, corrigiendo según cada uno de los factores, así como por el ángulo de cada rayo individual. Al final, mediante este conjunto masivo de datos se consigue generar un mapa de manera casi automática.